# Clairà
Clairà ([kləj'ɾa], en francès Claira) és el poble, cap de la comuna del mateix nom, de 3.901 habitants, de la comarca del Rosselló, a la Catalunya Nord.
Està situat just al nord de l'Aglí, al nord-est de Perpinyà, a l'oest de Sant Llorenç de la Salanca i de Sant Hipòlit de la Salanca, a la zona nord-oriental de la comarca i relativament a prop de la Mar Mediterrània. Ès a la subcomarca de la Salanca, antigament zona d'aiguamolls, d'on ve el nom de Salanca, a la plana existent al nord del riu esmentat.

## Etimologia
Explica Joan Coromines que Clairà i Clarà provenen del llatí Clairanum passat a *Clarianu, derivat de l'antropònim llatí Clarus o Clarius. En el cas de Clairà, davant de Clarà, hi incidiria una influència occitana, que manté el diftong, davant de l'evolució del català, que el simplifica. En tractar-se d'un topònim derivat d'un antropònim, es tractaria d'un vilatge que té els seus orígens en la colonització romana del territori.
Coromines també diu que el nom de la població apareix com a Clera el 1061, el 1085 com a Cleran i com a Claran el 1218.

## Geografia

Situació de la comuna de Clairà en el Rosselló

### Localització i característiques generals del terme
El terme de Clairà, de 193.400 hectàrees d'extensió, és fonamentalment pla, però lleugerament inclinat, des del màxim de 20 m alt del sector nord-oest, als 5 del costat est i sud-est. El riu Aglí travessa el terme, separant la major part del terme, on es troba el poble, de la part meridional, que suposa menys del terç de la comuna, anomenada Vegueriu (Vegueriu Alt i Vegueriu Baix), on es troba una de les antigues lleres del riu: el darrer curs del riu abans de l'actual fou desviat a partir de Clairà al segle xix excavant la llera actual, per tal de prevenir-ne les inundacions, antigament molt sovintejades. El curs actual de l'Aglí discorre entre dics de contenció fets de pedra i grava, amb una carretera a cada banda. Altres cursos anteriors del riu havien passat pel nord del poble, cap a Sant Llorenç de la Salanca, i un altre havia passat pel sud, per on avui dia discorre el Rec de la Bassa de Pià, o Rec de Torrelles i el Bordigol.
Al nord del terme de Clairà es troba la terrassa del Crest, que arriba pel sud fins al Rec de Clairà, o Canal de la Salanca; es tracta d'una de les terrasses mitjanes que formen la plana del Rosselló. La part mitjana i meridional del terme és una terrassa baixa, formada per al·luvions del quaternari recent aportats guanyant terreny al mar; és aquesta la zona anomenada Salanca per la forta presència de sal.
La pràctica totalitat dels límits de la comuna de Clairà segueixen propietats rurals, sovint per camins veïnals, que no obeeixen a accidents geogràfics precisos. Tan sols a l'extrem sud-est del terme un tram curt de l'Agulla de l'Auca separa el terme de Clairà, en aquest cas del de Vilallonga de la Salanca. Al sud-oest, també fa de termenal el curs de l'Aglí, ara amb Pià, en un tram bastant llarg. A la resta, tots els termenals són de caràcter arbitrari.
Termes municipals limítrofs:
| Ribesaltes | Salses Sant Hipòlit de la Salanca | Sant Llorenç de la Salanca |
| Pià        |                                   | Torrelles de la Salanca    |
|            | Bompàs                            | Vilallonga de la Salanca   |

### El poble de Clairà

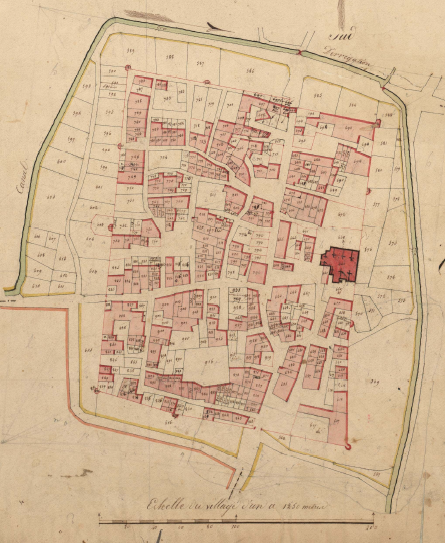
Clairà en el Cadastre napoleònic del 1812 (Arxius Departamentals dels Pirineus Orientals)

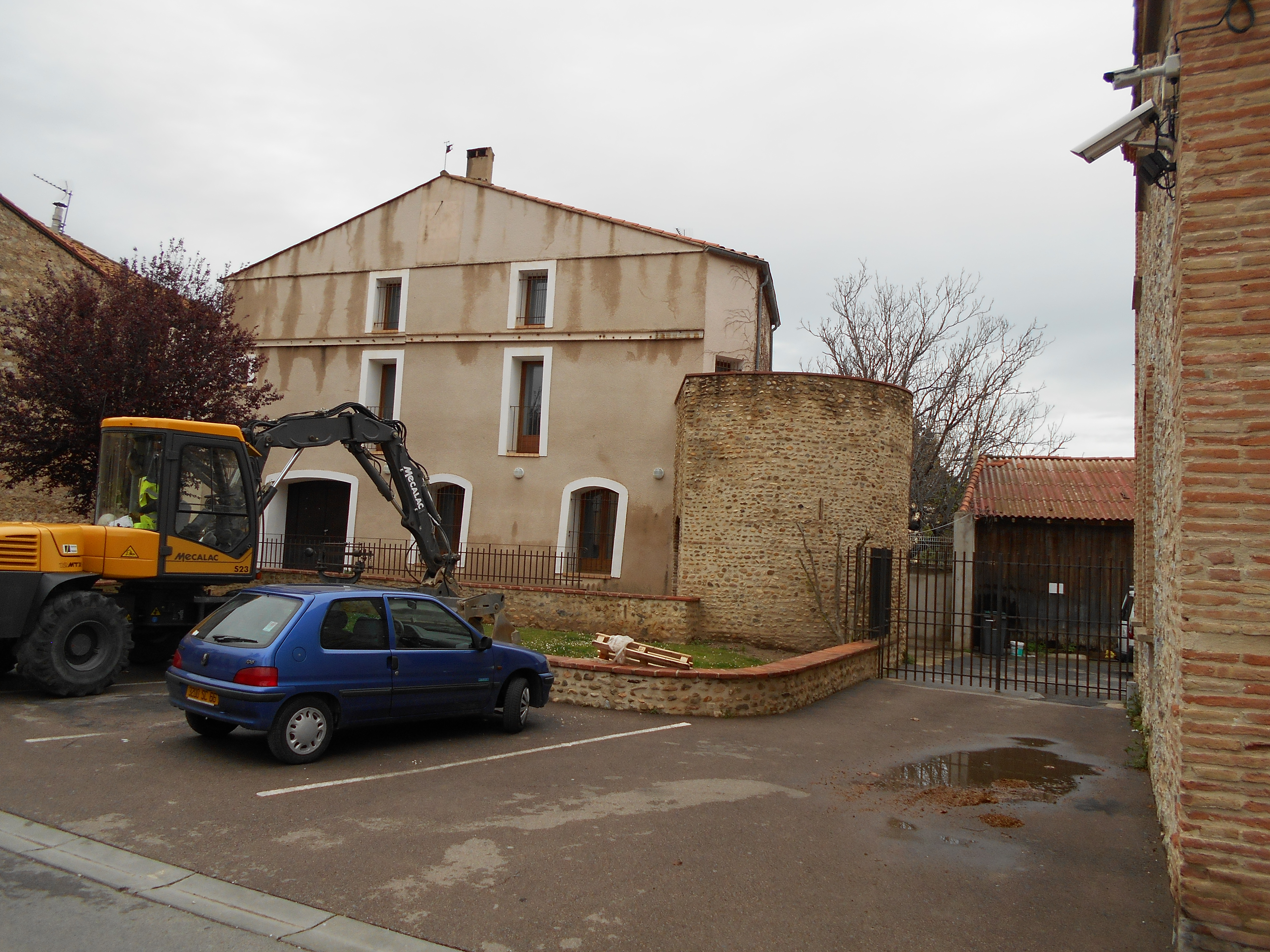
Torre de l'antic recinte fortificat del poble

Clairà es formà a partir de l'església parroquial de Sant Vicenç de Clairà; en el seu entorn nasqué una cellera, que passà a ser fortificada, eixamplant considerablement la cellera primigènia. El poble sempre havia estat una població important en el seu entorn, per la qual cosa la seva administració municipal és documentada des de molt antic, i la seva població, a l'edat mitjana, és de les més elevades de l'entorn. En el poble també havia existit un castell, malauradament desaparegut. En aquest centre vell del poble hi havia el Cementiri Vell, la Grangeria, l'Hospital (que ara acull la Biblioteca Municipal), el Molí d'Oli, o Molí de la Vila, el Palell, o Casa d'en Rovira i la Torre de l'Hospìtal.

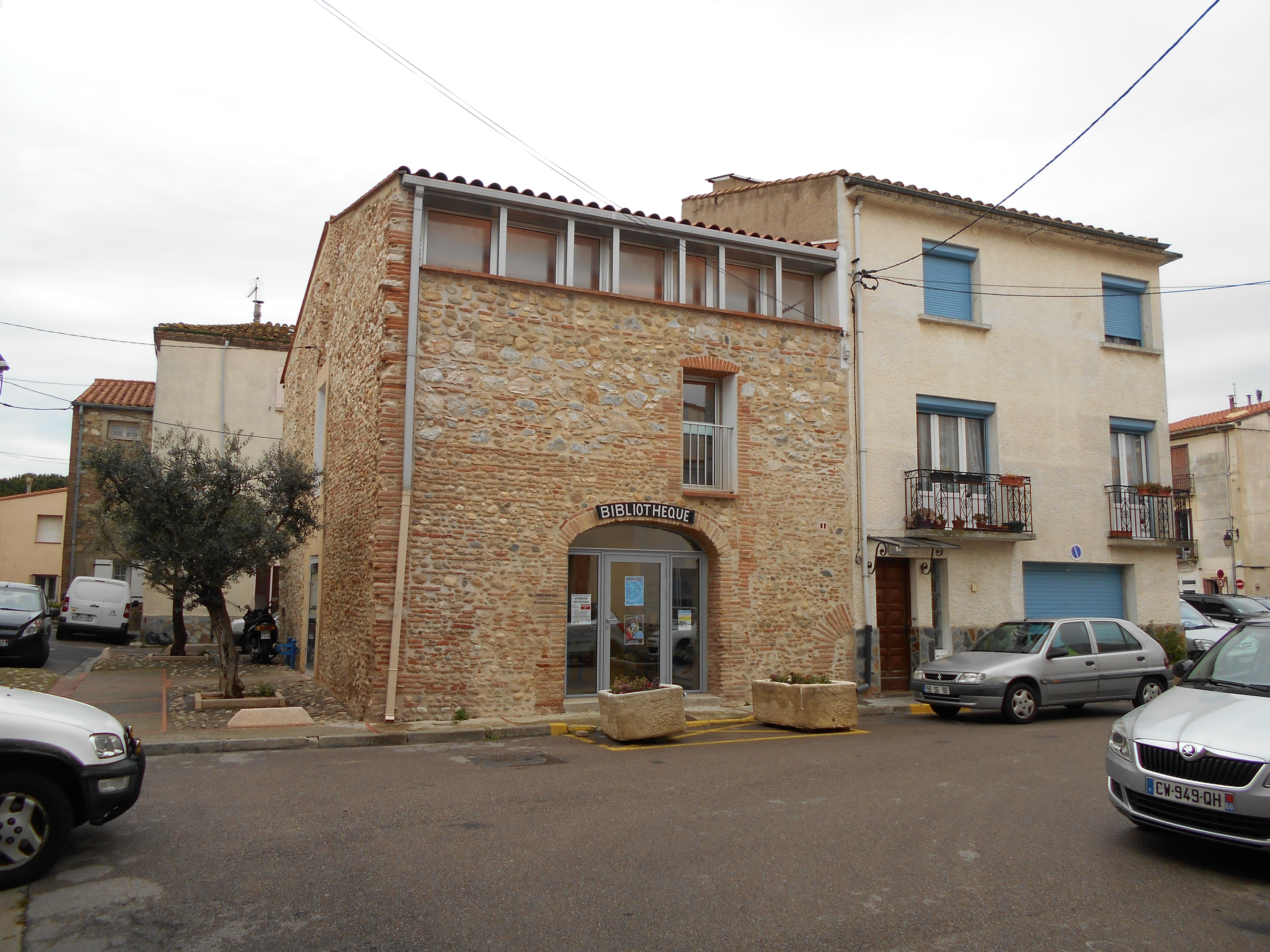
Antic hospital, ara biblioteca

Aquest primer nucli, que havia estat murallat, conserva diversos portals: Portal de la Sal, Portal d'en Gauix, Portal de Nostra Senyora, o de la Mare de Déu i Portal de Sant Pere i algunes torres i fragments del recinte murat.

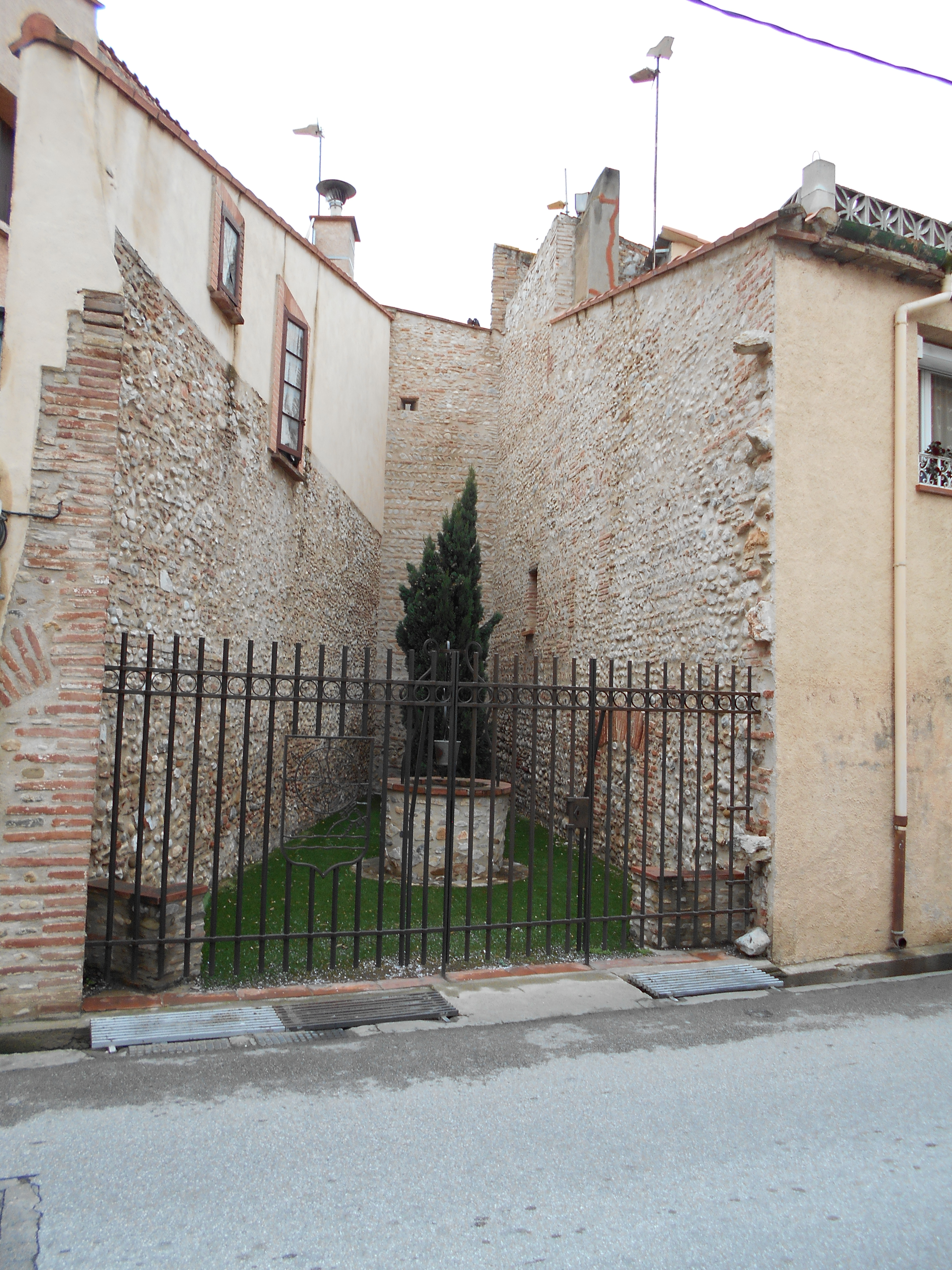
Restes de la muralla del clos de la vil

Al voltant d'aquesta cellera s'anaren creant uns primers barris, que ara constitueixen el nucli vell del poble, com les Blanqueries, el Carrer de l'Anguila, el Carrer del Molí de la Vila, el Carrer de Sant Pere, el Castell, l'Hospital, la Plaça, la Plaça de l'Oli, la Plaça del Nen i Sant Pere, a més de la Plaça de Pierró, als quals se n'afegiren de nous, més tardans, com el de Darrere l'Iglesi, la Figuera Cornellana i el Poble de la Rapinya. En aquesta anella de barris més antics és on es troben els principals edificis de Clairà: la Cava Cooperativa, el Cementiri, la Cooperativa Frutícola. Més tard, ja en els darrers quaranta anys, es crearen urbanitzacions enganxades als nuclis primigenis, com el Prat d'en Manalt.
Antigament, al voltant del poble es trobaven tot de creus de terme de ferro, malauradament desaparegudes en l'actualitat: la Creu del Camí de Sant Pere, o del Camí del Pont de Millars, la Creu del Camí Vell de Sant Llorenç, la Creu de l'Oratori i la Creu del Pas de la Ribera. El que sí que es conserva, com a altres pobles rossellonesos, és el Calvari, popularment anomenat el Crist. També hi havia, per superar els rius, torrents i canals, uns quants ponts. La majoria són noms en desús per la inexistència actual d'aquests ponts: Pont de la Canal, Pont del Camí de Ferro, Pont de Peracalç, o de Sant Jaume, o Pont Trencat, Pont Nou i Pont Trencat (un altre).

### Sant Jaume de Peracalç
També anomenada Sant Jaume de la Ribera, fou una església i lloc actualment del tot desapareguts. El 1324 es treballava en el Pont de Sant Jaume, quan una riuada de l'Aglí s'endugué pont i lloc. El 1455 consta en un document: pons de Pera e caus vocatus de Sant Jacme qui antiquitus erat in Aglino. El pont no es va refer mai més, i el pas de l'Aglí es feia a gual. El lloc era a l'extrem sud-oest de l'actual terme de Clairà, a prop i a migdia de l'actual centre comercial.
A part del llogaret i l'església, en aquest lloc hi havia hagut un important pas a gual de l'Aglí d'època romana, del qual s'han trobat vestigis, barrejats amb els medievals.

### Sant Pere del Vilar
Sant Pere del Vilar és una església romànica del terme de Clairà. El lloc del Vilar està documentat des del 1140 (Villario de Salanca), i havia estat seu d'un priorat. Es troba a prop de l'Aglí, a poc més de 2 quilòmetres a ponent del poble de Clairà.

### La Torre Belruc
Situada dins del Mas d'en Rovira, destaca la Torre Belruc, o Torre d'en Ballaro.

### Els masos del terme
Els masos conservats a Clairà són el Cortal o Granja Durand, antigament anomenat Granja d'en Comes, el Cortal Peirotis, el Mas d'en Bordes, abans Mas Amorós, el Mas d'en Rovira, el Mas d'en Vergers, abans Mas d'en Selva, el Mas Llanterna, el Mas Llobet, abans la Teuleria Llobet, el Mas Piquer, a més dels molins: el Molí, o Molí del Rei, abans Molí del Rei a la Sirventa, i el Molí de Vent.

### Els cursos d'aigua
Clairà té un sol riu, l'Aglí, que travessa el terme per la meitat d'oest a est, fent una clara inflexió cap al sud just quan passa prop del poble, que és al nord del riu.
D'altra banda, comparteix la denominació dels cursos d'aigua entre agulles, canals, recs i sínies, per bé que el primer de fet sols es manté viu en els casos de l'Agulla de l'Auca i l'Agulla dels Cirerers, que són de drenatge. Noms ja desapareguts són les set agulles: Agulla Cabdal (de la Canal, de la Creu, de la Mata, de la Picapolla, dels Aspres, dels Horts i dels Quatre Camins), que eren d'irrigació. De canal, n'hi ha una: la Canal de la Salanca, antic rec eixamplat, mentre que els recs, alguns d'irrigació i d'altres de drenatge, són més nombrosos: Rec de Clairà, Rec de la Bassa de Bompàs -o, simplement, la Bassa-, Rec de la Bassa de Pià, o Rec dels Molins de Torrelles, Rec del Pont Nou, o de la Llavanera. Un rec ja desaparegut era el Rec del Molí de Clairà. Finalment, hi ha la Sínia, anomenada així, sense complement.
Aquests cursos d'aigua van crear la necessitat d'habilitar passos, antigament a gual, per a travessar-los: el Pas de la Vila, antigament Pas de Pià, el Pas de les Fonts, el Pas d'en Gauix, el Pas d'en Puçó, el Pas de Sant Jaume, o Pas de l'Aglí, i el Pas de Sant Pere. Tots ells són ja desapareguts, actualment, per la qual cosa es poden considerar noms antics, en desús.

### El terme de Clairà
En tractar-se d'un terme situat entre l'antiga plana de maresmes i aiguamolls (la Salanca) i la zona que comença a enfilar-se cap a les muntanyes veïnes (els Aspres), té aquests dos topònims com els més diferenciadors del territori. A part d'això, hom podria distingir entre els topònims que designen partides, bastants d'ells relacionats amb noms de masos o camins, entre d'altres, i els que denominen camps de conreu, vinyes, etcètera.
Així, entre els noms de partides trobem la Barca, el Camí de les Cotives, el Camí del Molí, el Camí de Salses, el Camí de Sant Pere Alt, el Camí de Sant Pere Baix, el Camí de Pià, el Camí de Torrelles, el Canadell, el Canal de la Salanca, el Cirerer, la Clotada, els Clots, els Cortals, el Crest, la Creu, el Crist, la Cuatxa, Darrere l'Iglesi, l'Eixau, l'Eixugador, la Figuera, la Gran Selva (antigament, el Mas d'en Selva), la Guixona, Mas d'en Bordes (abans, Mas de l'Amorós), Mas d'en Peirotis, el Molí de Vent, els Moscatars, Mudagons, l'Oratori, les Parets, el Pas dels Lladres, el Pas d'en Puçó, el Pas d'en Marsellet, el Penedès Alt, el Penedès Baix, el Piló, el Pont Trencat, el Pou Cremat, el Pujal, els Quatre Camins, la Ribera, Sant Jaume de la Ribera, Sant Jaume del Crest, les Sitges, la Torre, l'Ullastre, el Vegueriu Alt i el Vegueriu Baix. Entre els dedicats a camps concrets es pot trobar el de Camps de la Creu, Camps de la Grangera, Camps dels Pobres, les Cotives, els Horts, la Mallola, l'Oliveda de la Manguilleria, el Prat d'en Manalt i la Vinya del Canonge. Encara, alguns topònims ja són desapareguts de l'ús comú, com la Devesa, Peracalç, la Vinya del Baró, la Vinya del Mosso o la Vinya d'en Guinyer.

#### El Cadastre napoleònic
En el Cadastre napoleònic del 1812, Clairà apareix dividit en quatre seccions: la dels Clots, que ocupa el sector nord-est del terme, la de Clairà, al centre, est i sud-est de la comuna, la del Vegueriu, a l'oest i sud-oest, i la de Sant Pere, al nord. La secció dels Clots inclou les partides dels Clots, Sant Jaume, les Parets, Peirotis, lo Pou Cremat, la Torre, los Cortals, amb el Cortal d'en Peirotis, los Moscatars, los Quatre Camís, el Camí de Salses, la Cuatxa i lo Piló. A banda del cortal esmentat, no hi consta cap edificació (cal destacar que en aquesta zona sense edificacions, a la partida de Sant Jaume és on avui dia hi ha el gran centre comercial.
En el sector de Clairà consten les partides del Mas de n'Amorós, amb el mas d'aquest nom, el Mas d'en Selva, igualment amb aquest mas, lo Penedès Alt, lo Cirerer, la Figuera Cornellana, los Horts, l'Eixugador, lo Piló, els Camps de la Creu, lo Pujau, la Mallola, l'Eixau, lo Penedès Baix, Darré la Igleisi, l'Oratori, la Ribera i Camí de Torrelles. El poble hi apareix, com a la major part de mapes cadastrals napoleònics, minuciosament dibuixat.
El sector del Vegueriu té les partides del Vegueriu Alt i el Vegueriu Baix, molt extenses, i el sector de Sant Pere, el Camí de les Cotives, el Camí de Sant Pere Baix, el Camí de Pià, el Camí del Molí, los Aspres i lo Canadell.

## Activitats econòmiques

### Agricultura i ramaderia
Més d'un miler d'hectàrees conformen la principal activitat de Clairà: l'agricultura. Més de 800 són dedicades a la vinya, una mica menys de la meitat per a vins de denominació d'origen controlada. Els arbres fruiters ocupen la major part de la resta de terres de conreu, amb predomini de llarg dels albercoquers i presència de presseguers, pereres i pomeres. Mén enrere queda l'horticultura, amb predomini d'escarxofes, i presència forta d'enciams i escaroles. També s'hi cullen, a més, hortalisses primerenques, tomàquets, mongetes verdes i api. En els darrers quaranta anys hi ha hagut una forta evolució del mercat d'hortalisses a causa de les exigències dels mercats, especialment els condicionats per la Unió Europea. Al poble hi ha una Cooperativa Fruitera i Hortícola, una Societat Cooperativa Agrícola i una Societat Cooperativa de Vinificació.

## Transports

### Vies antigues de comunicació
El terme de Clairà era travessat de nord a sud per la Via Domícia, de la qual han estat trobades nombroses restes; aquesta via entra en el terme pel lloc de la Coatge, a l'extrem nord del terme. Uns camins actuals d'explotació agrícola en segueix el traçat, que de nord a sud es va decantant progressivament cap a llevant. Passa pel lloc anomenat els Aspres, i s'adreça al nucli de població de Clairà, que travessa al biaix de nord-oest a sud-est. Des de Clairà continua cap al sud, passant pel Vegueriu Alt, des d'on travessava l'Aglí d'una forma que ara es desconeix. Sobretot al Vegueriu Alt i a la Granollera és on es van fer excavacions que van permetre trobar diverses calçades del camí i uns fonaments i murs per a franquejar alguns recs paral·lels a l'Aglí i el mateix riu principal. Aquestes calçades i ponts són encara esmentades fins al segle xiv.

### Carreteres
Dues carreteres connecten Clairà amb els pobles veïns, i dues més travessen el seu terme, però sense tenir accés directe a la població. Les tres que passen pel poble són la D-1 i la D-41.
- La D-1 (D-90, a Sant Llorenç de la Salanca - El Vernet), que arrenca del sud-oest del nucli urbà i s'adreça de primer cap al sud-oest i més tard cap a l'oest, i enllaça Sant Llorenç amb Clairà, Bompàs i Perpinyà, en el seu antic poble del Vernet, concretament al barri del Vernet Mitjà. Per aquesta carretera, Clairà és a 4 quilòmetres i mig de Sant Llorenç de la Salanca, a 4 de Bompàs i a 10 del Vernet i, doncs, de Perpinyà.
- la D-41 (Sant Hipòlit de la Salanca - Clairà), al sector meridional del terme, que enllaça els dos pobles esmentats. La distància entre aquests dos pobles és de 5 quilòmetres i mig.

Les dues que travessen el terme són d'una banda l'autovia D-83 (Port Leucata - D-900, a Ribesaltes), que al nord del terme el travessa d'est a oest. Uneix, en forma d'autovia, el Barcarès amb l'autovia D-900 passant pel nord de Sant Llorenç de la Salanca, Sant Hipòlit de la Salanca i el Centre Comercial de Perpinyà-Clairà. De l'altra, la carretera D-81 (D-83, a Sant Llorenç de la Salanca - Canet de Rosselló), que enllaça el pobles costaners del Barcarès fins a Canet. La primera d'aquestes dues carreteres té enllaç amb Clairà a través de la D-41, abans esmentada, i la segona, només a través de camins rurals, la majoria dels quals són perfectament practicables amb tota mena de vehicles.

### Transport públic
Clairà està connectat amb l'exterior a través de la línia 135 del servei Le bus à 1 € de la xarxa departamental d'autobusos de línia. La línia uneix Salses, Clairà, Pià i Perpinyà. Per aquesta línia, Salses és a 20 minuts de Clairà; Pià, també a 20, i Perpìnyà a 35. Aquesta línia ofereix servei de dilluns a dissabte amb 9 serveis diaris en cada direcció (5 al matí i 4 a la tarda).

### Camins del terme
Com a la major part dels pobles rossellonesos, alguns dels antics camins s'han convertit en carretera -ruta, com se sol dir a la Catalunya del Nord-, als quals s'han d'afegir carreteres de nova planta. Es tracta, entre uns i altres, de la Ruta del Mas de la Garriga, antic camí intern del terme de Clairà convertit en comunicació externa perquè al Mas de la Garriga es va aixecar el centre comercial del nord de Perpinyà, que ha adquirit molta importància a la regió, la Ruta de Perpinyà, o de Bonpàs, antigament Camí de Perpinyà, la Ruta de Sant Hipòlit i la Ruta de Sant Llorenç, antigament tots dos també anomenats Camí.

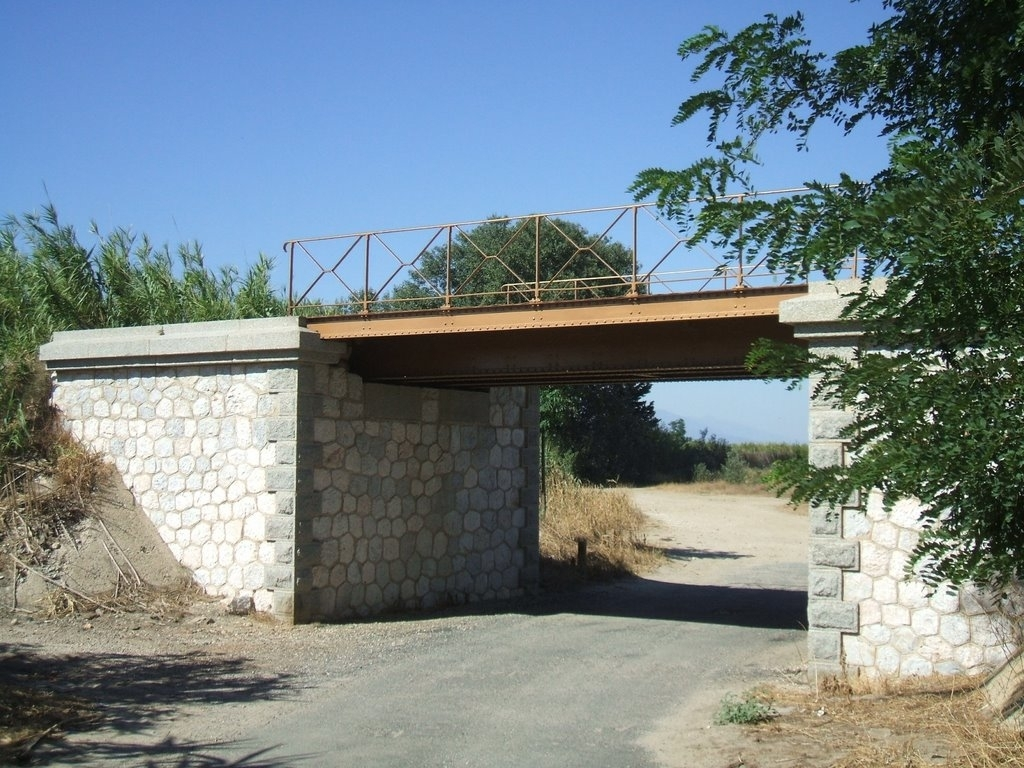
Antic pont damunt del Mataburros

Els que conserven el nom de camí es poden dividir entre els que enllacen amb els pobles veïns, com Camí de Garrius, o Camí de Perpinyà a Garrius, Camí de Juegues, Camí de Salses, Camí de Sant Llorenç als Clots, Camí de Sant Pere (abans, Camí de Ribesaltes, o de Baixàs, o del Pont de Millars), Camí de Sant Llorenç a Vilallonga, Camí de Torrelles, Camí de Torrelles a Perpinyà, Camí de Vilallonga, Camí Ral, o Camí Vell de Perpinyà a Salses, Camí Vell de Perpinyà, Camí Vell de Ribesaltes a Sant Llorenç, Camí Vell de Salses i Camí Vell de Sant Llorenç; els que són interns del terme de Clairà: Camí de la Granja, o del Mas de la Granja, o del Mas d'en Puçó, Camí de les Cotives, Camí del Mas d'en Rovira, o del Mas d'en Rovira a Pià, Camí del Mas d'en Vergers, Camí del Molí, Camí del Pas de la Vila, Camí del Pas d'en Puçó, Camí del Pou Cremat, Camí dels Clots, antigament Camí del Cremal, Camí de Mudagons, Camí de Sant Jaume i Camí Petit.
Esment a part mereix l'anomenat Mataburros, o Camí de Ferro, antiga via del ferrocarril de Perpinyà al Barcarès, que funcionà fins al 1950. Recentment ha estat declarat camí d'interès local.

## Història

### Història antiga
A l'extrem sud-oest del terme, en una vinya situada un quilòmetre al nord de Bonpàs, però en terme de Clairà, i a ran de la Via Domícia, es va trobar un petit tresor: 13 denaris romans i 511 monedes gal·les. Actualment és al Museu de Monedes i Medalles J. Puig, de Perpinyà. El lloc de Mudagons (Sant Sebastià de Mudagons) és dels que ha donat restes antigues: a més de restes disperses, s'hi ha localitzat un petit hàbitat rural.

### Història Medieval
L'antiga Via Domitia passava per l'oest del poble actual. Hi ha camins que en mantenen aproximadament el traçat. El poble és citat al segle xi (1013, 1070 i 1091). Durant els segles següents (segle xiii al segle xv), diversos textos assenyalen les fortificacions del poble i les reparacions que s'hi estaven efectuant.
Durant el període que fou Comte de Rosselló Gausfred II (1013-1074), consta com a senyor de Clairà Miró Matfred de Clairano, que era vassall de Ramon Berenguer, senyor de Canet. Al cap d'un segle, són esmentats en diferents documents Pere de Clairano (1152) i Guillem de Clerano (1162). El 1233 fou directament el comte de Rosselló, Nunó Sanç, qui atorgà carta de privilegis a la població, confirmada el 1244 per Jaume I el Conqueridor i el 1262 per l'infant Jaume.
Els anys 1357 i 1358 Pere III (IV) d'Aragó donà en alou el senyoriu de Clairà a les seves filles Constança, reina de Sicília, i Joana, muller poc més tard del comte d'Empúries, Joan I. Les dues germanes nomenaren administrador de Clairà Bernat Pometa, secretari reial, però en el dot de casament de Joana, hi anava inclòs Clairà, que passà així a la família comtal d'Empúries. En morir el 1401 Pere II d'Empúries sense fills, la seva vídua infeudà Clairà al vescomte d'Illa, Pere III de Fenollet, el qual, a la seva mort, el llegà a la seva neboda Margarida de Prades, reina vídua de Martí I. El 1426 fou venut a Ramon de Perellós, i va quedar en mans d'aquesta família fins al final de l'època medieval.

### Història Moderna
Com està constatat el 1510, Clairà pertangué als d'Oms (Berenguer VI d'Oms i successors), fins a principis del segle xvii. El 1628 pertanyia a Antoni de Sentmenat, però els seus béns foren confiscats el 1652-1654, a ran de la Guerra dels Segadors. Aleshores el rei Lluís XIV donà el senyoriu de Clairà el 1688 a M. de Boisambert; Clément Dubois de Boisambert el tenia encara en el moment de la Revolució Francesa.
Durant les guerres del segle xvii, una de les batalles va ocórrer a prop de la localitat.

## Demografia

### Demografia antiga
La població està expressada en nombre de focs (f) o d'habitants (h).
| Evolució demogràfica de Clairà entre 1358 i 1790 | Evolució demogràfica de Clairà entre 1358 i 1790 | Evolució demogràfica de Clairà entre 1358 i 1790 | Evolució demogràfica de Clairà entre 1358 i 1790 | Evolució demogràfica de Clairà entre 1358 i 1790 | Evolució demogràfica de Clairà entre 1358 i 1790 | Evolució demogràfica de Clairà entre 1358 i 1790 | Evolució demogràfica de Clairà entre 1358 i 1790 | Evolució demogràfica de Clairà entre 1358 i 1790 | Evolució demogràfica de Clairà entre 1358 i 1790 | Evolució demogràfica de Clairà entre 1358 i 1790 | Evolució demogràfica de Clairà entre 1358 i 1790 | Evolució demogràfica de Clairà entre 1358 i 1790 | Evolució demogràfica de Clairà entre 1358 i 1790 | Evolució demogràfica de Clairà entre 1358 i 1790 | Evolució demogràfica de Clairà entre 1358 i 1790 |
| 1355                                             | 1365                                             | 1378                                             | 1470                                             | 1515                                             | 1553                                             | 1643                                             | 1709                                             | 1720                                             | 1730                                             | 1755                                             | 1767                                             | 1774                                             | 1789                                             | 1790                                             |                                                  |
| ------------------------------------------------ | ------------------------------------------------ | ------------------------------------------------ | ------------------------------------------------ | ------------------------------------------------ | ------------------------------------------------ | ------------------------------------------------ | ------------------------------------------------ | ------------------------------------------------ | ------------------------------------------------ | ------------------------------------------------ | ------------------------------------------------ | ------------------------------------------------ | ------------------------------------------------ | ------------------------------------------------ | ------------------------------------------------ |
| 121 f                                            | 143 f                                            | 92 f                                             | 97 f                                             | 84 f                                             | 31 f                                             | 94 f                                             | 71 f                                             | 96 f                                             | 112 f                                            | 170 f                                            | 546 h                                            | 112 f                                            | 136 f                                            | 534 h                                            |                                                  |

Font: Pélissier 1986

### Demografia contemporània
| Evolució de la població |      |      |       |       |       |       |       |       |
| 1793                    | 1800 | 1806 | 1821  | 1831  | 1836  | 1841  | 1846  | 1851  |
| 753                     | 733  | 854  | 1.033 | 1.049 | 1.093 | 1.090 | 1.180 | 1.242 |

| 1856  | 1861  | 1866  | 1872  | 1876  | 1881  | 1886  | 1891  | 1896  |
| ----- | ----- | ----- | ----- | ----- | ----- | ----- | ----- | ----- |
| 1.197 | 1.347 | 1.408 | 1.410 | 1.521 | 1.730 | 1.871 | 1.850 | 1.760 |

| 1901  | 1906  | 1911  | 1921  | 1926  | 1931  | 1936  | 1946  | 1954  |
| ----- | ----- | ----- | ----- | ----- | ----- | ----- | ----- | ----- |
| 1.683 | 1.662 | 1.605 | 1.616 | 1.491 | 1.581 | 1.565 | 1.280 | 1.324 |

| 1962  | 1968  | 1975  | 1982  | 1990  | 1999  | 2006  | 2007  | 2012  |
| ----- | ----- | ----- | ----- | ----- | ----- | ----- | ----- | ----- |
| 1.439 | 1.446 | 1.249 | 1.415 | 2.117 | 2.625 | 3.365 | 3.469 | 3.756 |

| 2013  | - | - | - | - | - | - | - | - |
| ----- | - | - | - | - | - | - | - | - |
| 3.901 | - | - | - | - | - | - | - | - |

Fonts: Ldh/EHESS/Cassini fins al 1999, després INSEE a partir deL 2004

### Evolució de la població

Evolució de la població

### Batlles

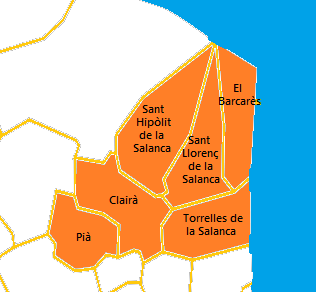
Mapa del Cantó de la Costa Salanquesa

## Administració i política

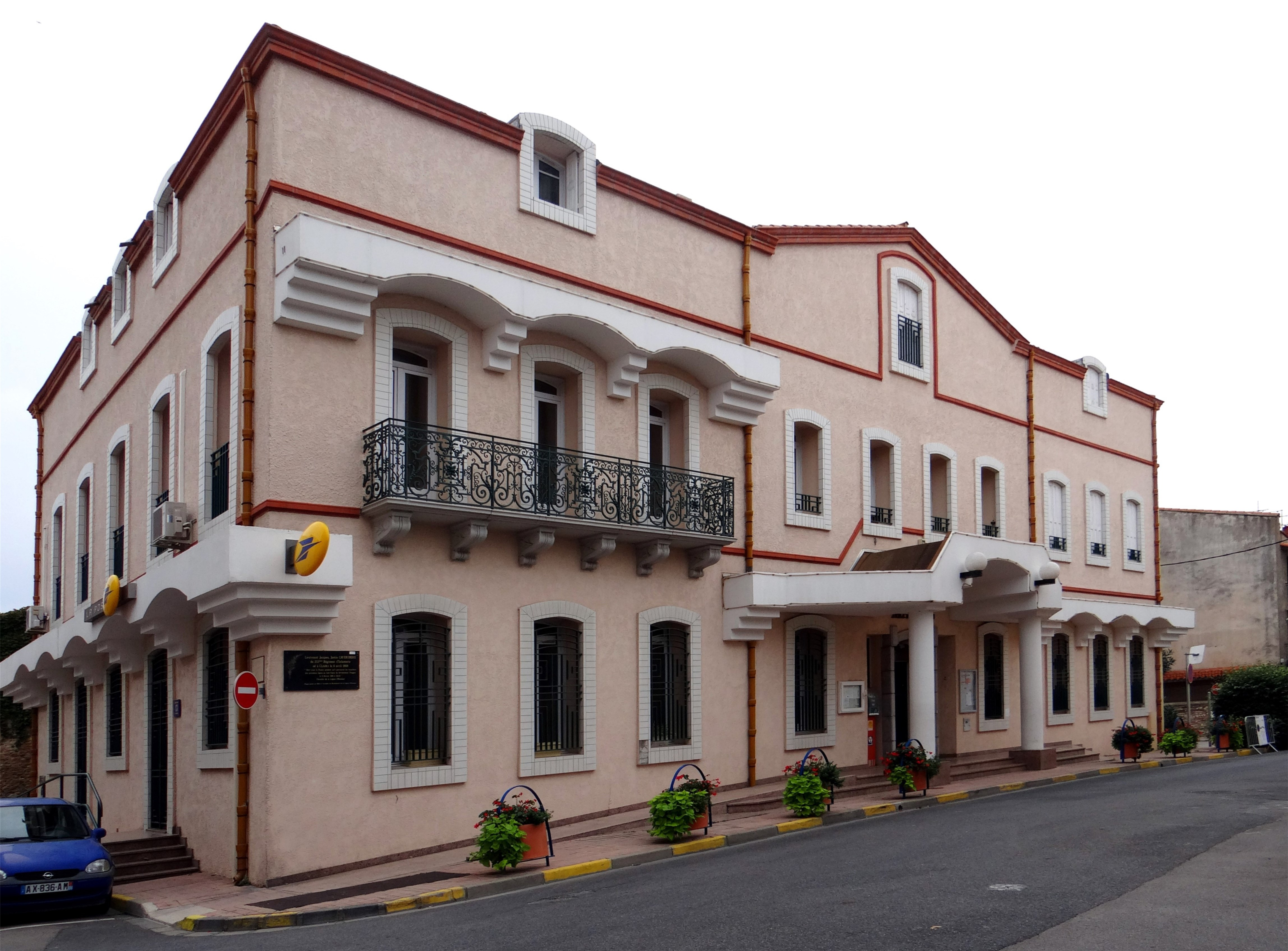
La Casa de la Vila de Clairà

### Batlles[13]
| Període                    | Nom         | Opció política | Comentaris                     |
| -------------------------- | ----------- | -------------- | ------------------------------ |
| 1989 - 05-11-2017          | Joseph Puig | MoDem          | Conseller general des del 2011 |
| 16-11-2017 - 03-07-2020    | Hélène Malé |                |                                |
| 03-07-2020 - Moment actual | Marc Petit  |                |                                |

### Legislatura 2014 - 2020

#### Batlle
- Joseph Puig. President de la Comunitat de Comunes «Salanca Mediterrani». Conseller general del cantó de la Salanca.

#### Consellers municipals
- Chantal Amigas
- René Aros
- Jacques Baude
- Isabelle Bazzucchi
- Martine Béroard-Bénitière
- Henri Boularot
- Marie Bousquet
- Pierre Brault
- Daniel Durochat
- Stéphanie Fourcade
- Marie-Line Giro
- Bernard Jantac
- Jean-Pierre Léonardi
- Fabienne Linossier
- Marie-José Lopez-Véra
- Nadira M'Zouri
- Hélène Malé
- Jean-Marie Noguer
- Marc Petit
- Alain Quinto
- Jean-Marc Rigal
- Eric Rodriguez
- Marie-France Rofidal
- Anissa Saguer
- André Sanchez
- Angélique Sorli

### Adscripció cantonal
Amb motiu de les eleccions departamentals del 2015, Clairà ha estat inclòs en la nova agrupació de La Costa Salanquesa, cantó número 4, formada pel Barcarès, Clairà, Pià, Sant Hipòlit de la Salanca, Sant Llorenç de la Salanca i Torrelles de la Salanca. Els consellers departamentals triats en aquesta elecció per aquest cantó han estat Madeleine Garcia-Vidal, del DVG (Divers de gauche), batllessa de Sant Hipòlit de la Salanca des del 1983, i Joseph Puig, de Centre, batlle de Clairà i President de la Comunitat de comunes Salanca - Mediterrani.

## Ensenyament i cultura
Clairà disposa de l'escola maternal les Carloulettes i de l'escola primària Yves Ducès. En acabar l'ensenyament primari, els joves han de continuar els seus estudis al col·legi de Sant Llorenç de la Salanca, preferentment.
També compta amb una biblioteca municipal, la bibliotecària de la qual anima un interessant cafè literari. El poble té també un Centre cultural des del 1999.
Cal tenir en compte també que Clairà és en una de les variants nord-pirinenques del Camí de Sant Jaume, fet que ha esdevingut un element més de la promoció externa del poble.